# North Sands (Schiffstyp)
Der North-Sands-Stückgutschiffstyp war ein Serienfrachtschiffstyp, der während des Zweiten Weltkriegs auf verschiedenen Werften Kanadas für Großbritannien gebaut wurde. Der Schiffstyp entstand in den Jahren 1941 bis 1944 in rund 200 Einheiten, deren Namen entweder mit „Fort“ begannen oder mit „Park“ schlossen. Der Name „North Sands“ leitete sich vom Standort der Werft Joseph L. Thompson and Sons in Sunderland ab, die den Entwurf lieferte.

## Geschichte
Vor dem Hintergrund des anfangs erfolgreichen deutschen U-Boot-Krieges des Zweiten Weltkriegs kam es auf britischer Seite zu einer Verknappung von Frachtraum. Zwar wurde die Bedeutung des Schiffbaus für die Verteidigung Großbritanniens rasch deutlich, die überwiegend im Kriegsschiffbau beschäftigten Werftindustrie des Vereinigten Königreichs konnte die großen Verluste aber nicht alleine auffangen. Die britische Regierung entschied daher, die British Merchant Shipbuilding Mission, eine Arbeitsgruppe für Frachtschiffsneubau unter der Leitung von Robert Cyril Thompson, dem Geschäftsführer der Thompson-Werft in die Vereinigten Staaten und nach Kanada zu entsenden.
Die Mission verließ Großbritannien im September 1940, um so schnell als möglich ein Notbauprogramm für Standardfrachtschiffe in die Wege zu leiten. Die Gruppe führte Pläne des 1939 bei Thompson gebauten 10.000 Ladetonnen-Trampdampfers Dorington Court mit sich und überzeugte zunächst die United States Maritime Commission (MARCOM), dass der zwar langsame, aber einfach konstruierte und vor allem schnell zu bauende Trampdampferentwurf in der gegebenen Situation einer höherwertigen aber komplizierteren Konstruktion vorzuziehen sei. Nachdem in den Vereinigten Staaten erste vorbereitende Schritte zum Bau von 60 Einheiten des Ocean-Typs, einer vereinfachten und geschweißten Version der Dorington Court, in die Wege geleitet worden waren, reiste die Gruppe weiter nach Kanada.
Dort angekommen schloss die Gruppe im Januar 1941 Verträge zum Bau der ersten 20 (andere Quellen 25) Schiffe des North-Sands-Typs. Dieser basierte ebenso, wie die Ocean-Schiffe auf den Plänen der Empire Liberty, war aber nur an einigen Punkten geschweißt und in den restlichen 90 % genietet. Nur rund anderthalb Monate nach dem Typschiff Empire Liberty, das am 28. August 1941 bei Thompson in North Sands zu Wasser gelassen wurde, folgte am 15. Oktober 1941 bei der Werft Burrard Drydock Company in North Vancouver der erste kanadische Bau, die Fort St. James. Insgesamt bauten zehn verschiedene kanadische Werften den North-Sands-Typ. Später bildete er die Grundlage der verbesserten Victory- und Canadian-Typen.